# Felsőregmeci Ronyva
Felsőregmeci Ronyva este o arie protejată (arie specială de conservare — SAC, sit de importanță comunitară — SCI) din Ungaria întinsă pe o suprafață de 172,35 ha, integral pe uscat.

## Localizare
Centrul sitului Felsőregmeci Ronyva este situat la coordonatele 48°28′05″N 21°37′13″E / 48.468056°N 21.620278°E.

## Înființare
Situl Felsőregmeci Ronyva a fost declarat sit de importanță comunitară în mai 2004 pentru a proteja 8 specii de animale. Situl a fost protejat și ca arie specială de conservare în februarie 2010.

## Biodiversitate
Situată în ecoregiunea panonică, aria protejată conține 4 habitate naturale: Păduri aluvionare cu Alnus glutinosa și Fraxinus excelsior (Alno-Padion, Alnion incanae, Salicion albae), Fânețe de joasă altitudine (Alopecurus pratensis, Sanguisorba officinalis), Liziere de ierburi înalte hidrofile de câmpie și de nivel montan până la alpin, Pajiști aluvionare inundabile, de Cnidion dubii.
La baza desemnării sitului se află mai multe specii protejate:
- mamifere (1): vidră de râu (Lutra lutra)
- nevertebrate (3): fluturele de noapte (Eriogaster catax), fluturele purpuriu (Lycaena dispar), Maculinea teleius
- pești (4): Barbus meridionalis, zvârluga (Cobitis taenia), romanogobio albipinnatus (Gobio albipinnatus), boarță (Rhodeus sericeus amarus)

Pe lângă speciile protejate, pe teritoriul sitului au mai fost identificate 2 specii de nevertebrate.